# Aušrinė Stundytė
Aušrinė Stundytė (ur. 1976 w Wilnie) – litewska śpiewaczka, sopran.

## Życiorys
Aušrinė Stundytė pochodzi z Wilna, gdzie ukończyła Litewską Akademię Muzyki i Teatru (1994–2000) pod kierunkiem prof. Ireny Milkeviciute. Również studiowała na Wydziale Filozoficznym Uniwersytetu Wileńskiego. Od 2000 roku na stypendium DAAD studiowała pod kierunkiem Helgi Forner na Uniwersytecie Muzyki i Teatru w Lipsku. Jeszcze w trakcie studiów występowała w mniejszych partiach w Operze w Lipsku. 
Od 2003 roku występowała w zespole Opery w Kolonii, śpiewając m.in. w Madame Butterfly. W 2008 roku otrzymała stypendium Towarzystwa Richarda Wagnera (Kolonia). W 2009 roku ponownie zagościła na scenie Opery w Lipsku jako Mimi w Cyganerii Giacomo Pucciniego pod dyrekcją Petera Konwitschny’ego. W 2014 roku zaśpiewała partię Kateriny w Lady Makbet mceńskiego powiatu Dmitrija Szostakowicza wystawionej w Operze w Antwerpii. Ponownie w 2019 artystka zaśpiewała w tej samej operze, tym razem w reżyserii Krzysztofa Warlikowskiego dla Narodowej Opery w Paryżu. 
Artystka otrzymała wiele nagród i stypendiów, m.in. nagrodę specjalną Chambre Professionnelle des Directeurs d’Opéra w Paryżu; nagrodę specjalną Opery Helikon w Moskwie, drugą nagrodę w kategorii „operetka” na XXV Międzynarodowym Konkursie Wokalnym Belvedere im. Hansa Gabora w Wiedniu oraz Nagrodę Offenbacha przyznaną przez miasto Kolonia.
Mieszka w Kolonii.  